# Ketoprak

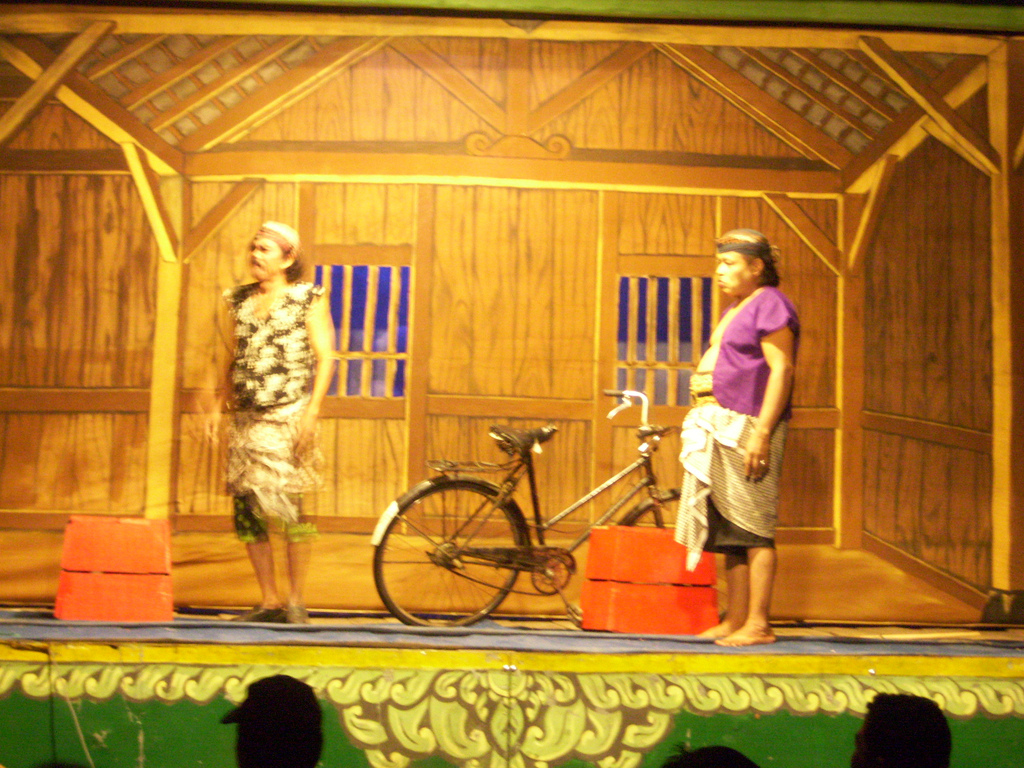
El género ketoprak

El ketoprak es un género teatral originario de Java en el que los actores en ocasiones pueden cantar en ciertas partes de la obra. Basa sus relatos en la historia de Java y sus romances, principal diferencia con el wayang wong , que comparte con el wayang kulit un repertorio extraído de los poemas épicos hinduistas Majabhárata y Ramaiana, así como con el ludruk, que se especializa en historias de vampiros. De acuerdo con Clifford Geertz fue inventado en fecha tan reciente como 1923.
Las compañías de Ketoprak suelen adquirir o alquilar la propiedad de un edificio que usan para sus representaciones, o pueden viajar por diferentes aldeas. Las compañías de ketoprak que viajan se llaman kethoprak tobong, o también ketoprak tonil. Pueden considerarse como la tradición teatral popular más común en Java.
El espectáculo, en su origen, se realizó en un cierto período en explanadas vacías cerca de una población, trasladándose de un lugar a otro, de manera similar a los circos occidentales. Los artistas y el personal se desplazan con sus propiedades, tales como vestuario, decorados, sillas, sistema de sonido, generadores eléctricos diésel, todo ello contenido en un edificio portátil llamado tobong. Durante su viaje, los miembros del grupo también viven en esta tobong.
Recientemente ketoprak ha sido trasladado a programas de televisión, como Humor ketoprak, que fue transmitido en la televisión nacional de Indonesia, como una comedia en la que la acción, a menudo se lleva a cabo en un entorno moderno o en histórico reinos javaneses antiguos.
El ketoprak que se basa en la historia antigua de Java es muy similar al wayang wong, sin embargo el ketoprak es más abierto a la improvisación, las bromas y la adopción de lenguajes populares, mientras que el wayang wong es tradicionalmente muy estricto con el drama de la danza, la cual es muy estructurada y disciplinada.